# Richard Coughlan
Richard Coughlan (2. září 1947 Herne Bay, Anglie – 1. prosince 2013) byl britský rockový bubeník.
Od roku 1966 působil ve skupině The Wilde Flowers, kam ho přivedl jeho kamarád Hugh Hopper. O rok později se skupina rozpadla a Coughlan krátce poté spoluzaložil skupinu Caravan. Ve skupině působil až do jejího rozpadu v roce 1978, následovaly dva nepříliš dlouhotrvající reuniony v letech 1980–1985 a 1990–1992; obou se účastnil i Coughlan. V roce 1995 byla skupina potřetí obnovena. Coughlan byl spolu s kytaristou Pye Hastingsem jediným členem skupiny, který působil ve všech její obdobích. V roce 2005 mu byla diagnostikována revmatoidní artritida. I přes to však stále až do roku 2013, kdy zemřel, ve skupině hrál, ale doprovázel jej ještě jeden bubeník.
Rovněž hrál na albu Joy of a Toy kytaristy Kevina Ayerse z roku 1969.